# Georges Lemoine (graveur)
Pour les articles homonymes, voir Georges Lemoine.
Ne doit pas être confondu avec Georges Lemoine (illustrateur).
Jacques Marie Georges Lemoine dit G. Lemoine, né à Nancy le 23 juillet 1859 et mort à Paris 5e le 30 avril 1922, est un graveur sur bois, dessinateur et illustrateur français.

## Biographie
Jacques Marie Georges Lemoine est le fils de Marie Antoinette Vincent, fille d'un épinglier originaire de Nancy, et de Marie Joseph Lemoine, commis, demeurant à Paris, boulevard de Strasbourg. 
Le jeune Lemoine apprend le dessin et la gravure sur bois auprès d'Alphonse Tauxier (1830-?). Il présente ses premiers bois gravés au Salon des artistes français de 1888 ; les années suivantes il devient membre de la société du Salon et obtient une nouvelle mention honorable en 1897. Il livre des dessins à quelques périodiques comme Le Courrier français (1886), Le Petit Français illustré et La Vie populaire (1890).
Il se spécialise dans le bois d'interprétation pour des éditeurs d'ouvrages illustrés ; son principal client est Paul Ollendorff qui entreprend à partir de 1899 l'édition illustrée de l'Œuvre de Guy de Maupassant. Signées « G. Lemoine », ses gravures traduisent des illustrations de Lucien Barbut, William Julian-Damazy, Géo Dupuis, Gustave Fraipont, René Lelong, entre autres. Les gravures bibliophiliques de Lemoine sont reprises durant deux décennies, au fil des réimpressions, notamment par Albin Michel. 
Après guerre, il fait partie de la Société de la gravure sur bois originale ; l'album, unique, de cette société, lui rend un hommage en 1929.

## Ouvrages illustrés

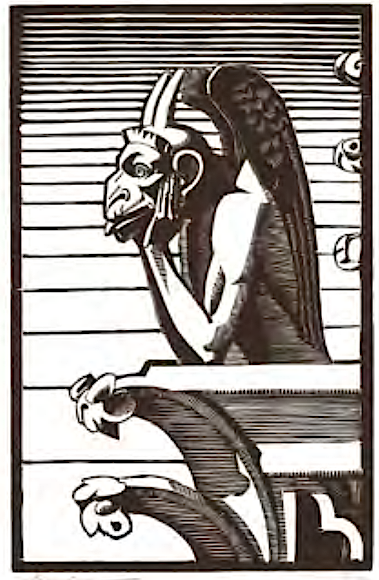
Le Stryge de Notre-Dame, bois original, avant 1922.

Outre les gravures pour les éditions illustrées de l'Œuvre de Maupassant (1899-1904), l'on trouve :
- Ponson du Terrail, La Jeunesse du roi Henri, Jules Rouff, [1888].
- Vie de notre seigneur Jésus-Christ, compositions de James Tissot[5], Tours, Mame, 1896.
- Paul Adam, Basile et Sophia, dessins de Clémentine-Hélène Dufau, P. Ollendorff, 1900.
- Alfred Capus, Qui perd gagne, dessins de René Lelong, P. Ollendorff, 1900.
- Abel Hermant, Le Cavalier Miserey, dessins de Jeanniot, P. Ollendorff, 1901.
- Henryk Sienkiewicz, Quo vadis ?, d'après Jan Styka, Flammarion, 1901.
- Octave Mirbeau, Le Calvaire, dessins de Jeanniot, P. Ollendorff, 1901.
- Enacryos, Les femmes de Setnê, dessins de Dufau, P. Ollendorff, 1903.
- Émile Bergerat, Faublas malgré lui, dessins de Hermann Vogel, P. Ollendorff, 1903.
- Camille Lemonnier, Un mâle, dessins de Géo Dupuis, P. Ollendorff, 1904.
- Jules Renard, L'Écornifleur, dessins de Charles Huard, P. Ollendorff, 1904.
- Gabriel Nigond, Les contes de la Limousine, dessins de Fernand Maillaud, P. Ollendorff, 1912.
- Tristan et Yseult, huit gravures, 1921.

## Galerie

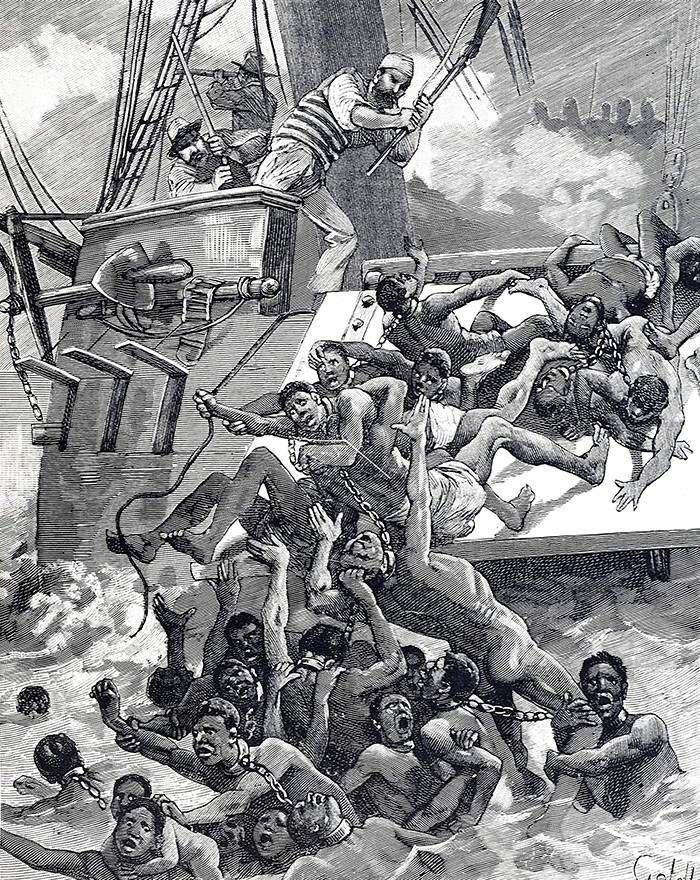
Illustration pour le Journal des Voyages, d'après Horace Castelli, 1888.
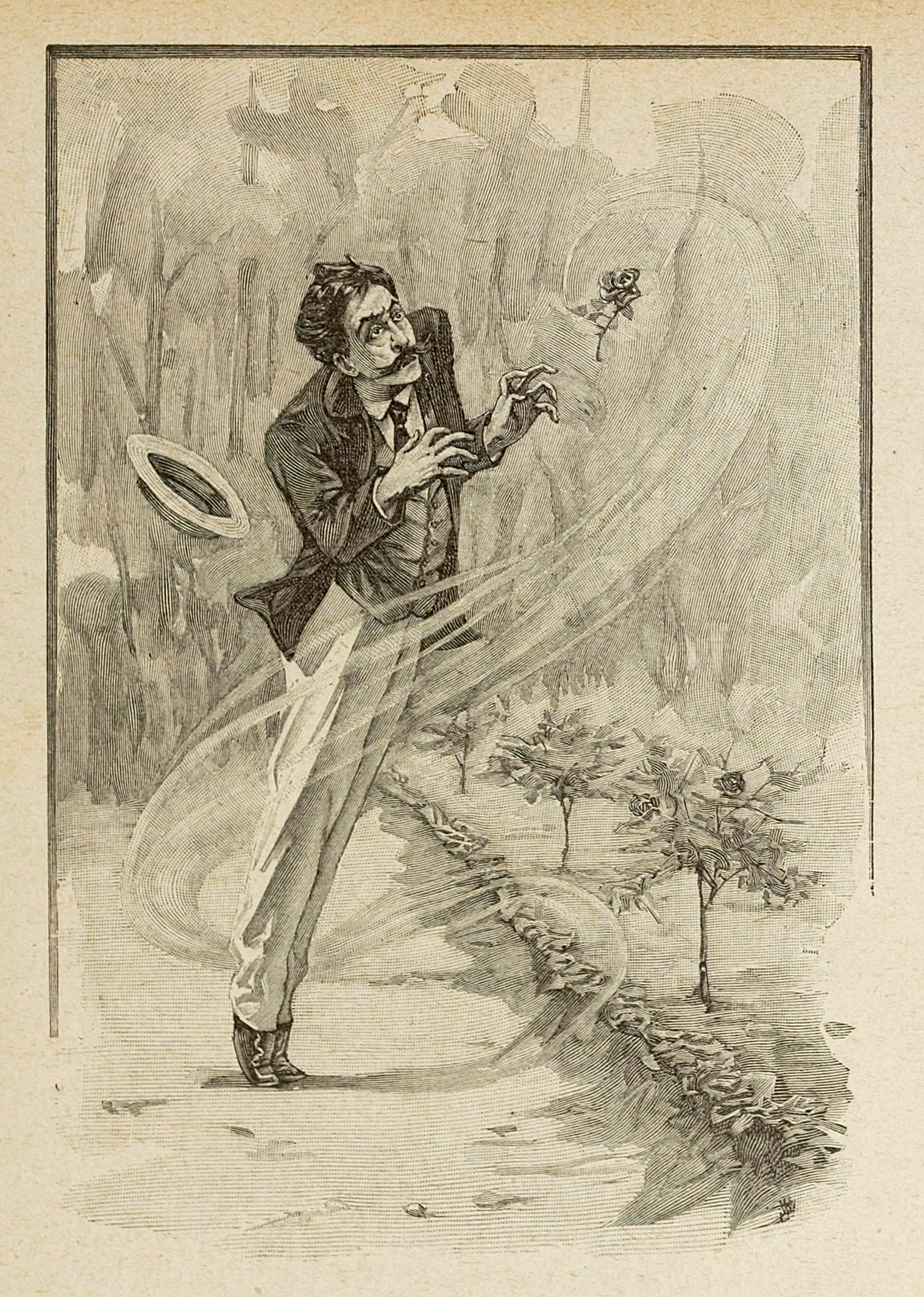
Illustration dans Le Horla, d’après William Julian-Damazy, 1908.
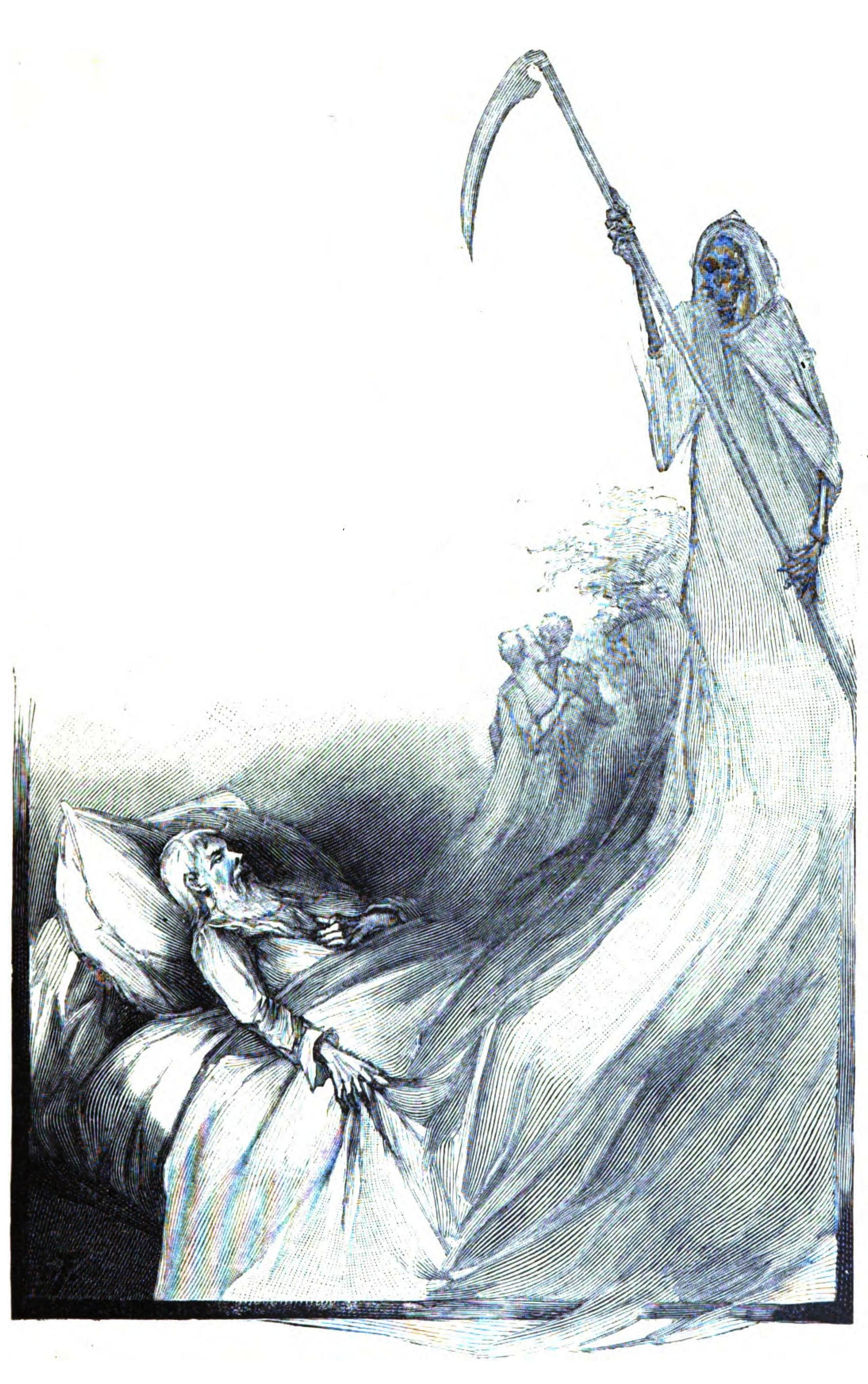
Illustration dans Des vers, 1904.